# Zeylanacris continentalis
Zeylanacris continentalis är en insektsart som beskrevs av Willemse, C. 1962. Zeylanacris continentalis ingår i släktet Zeylanacris och familjen gräshoppor. Inga underarter finns listade i Catalogue of Life.